# Erik Olssen

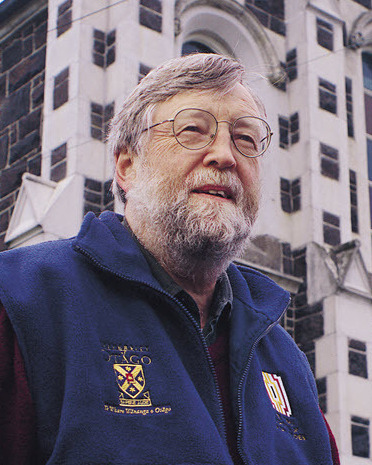

Erik Newland Olssen (* 14. Dezember 1941 in Hamilton) ist ein neuseeländischer Historiker.

## Leben
Erik Olssen besuchte die Anderson’s Bay Primary School und die Kings High School in Dunedin. Danach studierte er an der University of Otago, wo er 1965 den Master in Geschichte erlangte mit einer Schrift über John A. Lee. Anschließend setzte Olssen seine Studien mit Hilfe eines Stipendiums (James B. Duke Fellowship) an der Duke University fort, wo er 1969 zum Ph.D. promovierte (Dissertation „Dissent from normalcy: progressives in Congress, 1918–1925“). Ab 1969 lehrte er als Lecturer an der University of Otago. Dort ist er emeritierter Professor für Geschichte.
Seine Forschungsinteressen konzentrieren sich auf die Beziehungen zwischen Politik, Gesellschaft, Ideen, Kultur und Wirtschaft.
2002 wurde Olssen für seine Beiträge auf dem Gebiet der Geschichtsforschung zum Officer des New Zealand Order of Merit (ONZM) ernannt.

## Schriften (Auswahl)
- A history of Otago. Dunedin 1984, ISBN 0-86868-058-3.
- The red feds. revolutionary industrial unionism and the New Zealand Federation of Labour, 1908–14. Auckland 1988, ISBN 0-19-558122-9.
- Building the new world. Work, politics and society in Caversham 1880s–1920s. Auckland 1995, ISBN 1-86940-106-9.
- Working lives, 1900s. A photographic essay. Dunedin 2014, ISBN 1-877578-51-7.